# Amalie Lauer

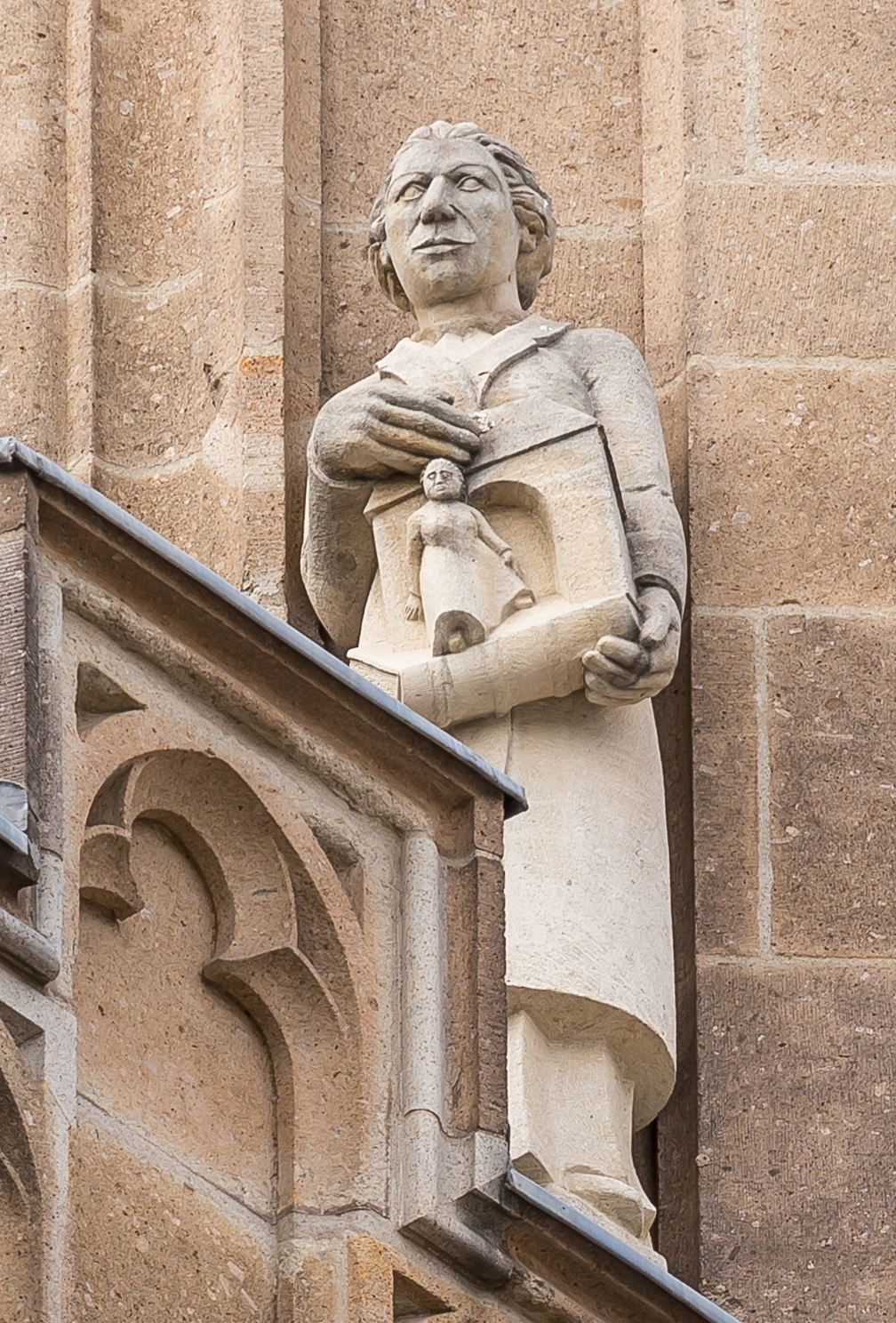
Statue am Kölner Rathausturm

Amalie Lauer (* 29. März 1882 in Bornheim; † 15. Oktober 1950 in Fulda) leitete die soziale Frauenschule in Köln, war Sozialpolitikerin der Zentrumspartei und in der katholischen Frauenbewegung aktiv.

## Ausbildung und Beruf
Lauer war eine Tochter des Schreiners Paul Lauer und dessen Ehefrau Amalie, geb. Sämann. Sie besuchte eine höhere Mädchenschule und wurde anschließend Lehrerin. Anschließend bildete sie sich zur Diplom-Handelslehrerin fort. Danach studierte sie Rechts- und Staatswissenschaften in Gießen und Tübingen. Nebenher unterrichtete sie an Berufsschulen. Im Jahr 1915 wurde Lauer in Tübingen bei Robert Wilbrandt mit einer Arbeit über die Landwirtschaft und Heimarbeit in Deutschland zum Dr. sc. pol promoviert. Sie arbeitete anschließend an Berufsschulen in Frankfurt am Main und war ehrenamtlich in der Wohlfahrtspflege tätig. Im Jahr 1917 wurde Lauer erste Leiterin der „Wohlfahrtsschule der Stadt Köln.“ Diese Stelle hatte sie bis 1932 inne. Von 1930 bis 1931 unterbrach sie ihre Tätigkeit dort, um eine Professur für Sozialpädagogik am Berufspädagogischen Institut in Köln zu übernehmen. Weil sie mit der Ausrichtung des Instituts nicht einverstanden war, legte Lauer die Professur bald wieder nieder. In der Zeit an der Hochschule förderte sie die katholische Studentinnenbewegung. 

## Politisches Handeln
In den Jahren 1919 bis 1921 war Lauer für die Zentrumspartei Mitglied der Verfassunggebenden Preußischen Landesversammlung. Von 1921 bis 1924 sowie vom 28. Februar 1925 bis 1933 war sie Abgeordnete des Preußischen Landtages. Ihr Schwerpunkt lag auch dort auf der kulturellen, sozialpädagogischen und sozialpolitischen Frauenarbeit. Daneben setzte sie sich auch für eine Modernisierung des Ehe- und Familienrechts ein. Sie kritisierte das eheliche Güterrechte etwa als finanzielle Entrechtung der Frau. Scharfe Kritik übte Lauer an der in der Öffentlichkeit verbreitete Ablehnung der Frauenarbeit. Ihre Auffassung von der Rolle der Frau unterschied sich deutlich von der im katholischen Milieu vorherrschenden Ehe- und Frauenbild. 
Bereits relativ früh erkannte Lauer im Nationalsozialismus eine Gefahr gerade für die Rechte der Frauen. Sie versuchte in zahlreichen Vorträgen vor der Bewegung zu warnen. Im Jahr 1932 veröffentlichte Lauer dazu auch eine Schrift: „Die Frau in der Auffassung des Nationalsozialismus.“ Dies antinationalsozialistische Engagement stand im Widerspruch zu gewissen Annäherungen ihrer Partei und der NSDAP in der Mitte des Jahres 1932. Dies führte zur Entlassung von Lauer als Schulleiterin. 
Nach dem Beginn der nationalsozialistischen Herrschaft zog sich Lauer mit ihrer Partnerin Grete Esch, von den Behörden überwacht, in ein kleines Landhaus bei Bensberg zurück.